# 唐 (姓)
唐（とう）は、漢姓の一つ。

## 中国の姓
2020年の中華人民共和国の第7回全国人口調査（国勢調査）に基づく姓氏統計によると中国で25番目に多い姓であり、987.72万人がいる。一方、台湾の2018年の統計では第66位で、41,879人がいる。

### 著名な人物

#### 古代・中世
- 唐姫：後漢末期の女性。劉弁の妃。
- 唐咨：三国時代の武将。
- 唐彬：三国時代〜西晋の政治家。
- 唐邕：南北朝時代の北斉の官僚・政治家。
- 唐倹：唐前期の重臣。
- 唐寅：明の画家、文学家、書法家。

#### 近代
- 唐正才：太平天国の指導者の一人。
- 唐廷枢：清朝末期の大買辦。
- 唐才常：清朝末期の学者、維新派の代表人物の一人。
- 唐景崧：清朝末期の台湾巡撫。
- 唐紹儀：中華民国国務総理。
- 唐生智：中華民国軍事将領。
- 唐君毅：哲学家、教育家、新儒家学派の代表人物。

#### 現代
- 唐家璇：中華人民共和国の外交部長。
- 唐国強：俳優、書法家。
- 唐英年：前香港特別行政区政務司司長。
- 唐飛：前中華民国行政院長。
- 唐禹哲：台湾の歌手、俳優。
- 唐淼（中国語版） - 1990年生、サッカー選手（DF）、中国代表。
- 唐鈺：國際投資銀行分析師、國際註冊會計師ACCA。
- 唐崇榮：インドネシアの華人の改革派牧師、伝道者、教師、ミュージシャン。

### 架空のキャラクター
- 唐可可:『ラブライブ!スーパースター!!』の登場人物。担当声優はLiyuu。

## 朝鮮の姓
唐（とう、タン、朝:  당）は、朝鮮人の姓の一つである。

### 著名な人物
- 唐聖増（朝鮮語版） - 韓国のサッカー監督、元プロサッカー選手。

### 氏族
本貫は密陽唐氏が大宗である。始祖唐誠（1337～1413）は中国宋朝徽宗時の丞相唐恪の6世孫で元国末期に兵乱を避けて高麗に帰化して朝鮮開国後開国原従功臣となった。
| 氏族（地域） | 創始者 | 人数（2015年） |
| ------------ | ------ | -------------- |
| 加平唐氏     |        | 9              |
| 密陽唐氏     | 唐誠   | 1,014          |
| 済州唐氏     |        | 13             |
| 河東唐氏     |        | 31             |

### 人口と割合
| 年度   | 人口    | 世帯数    | 順位         | 割合 |
| ------ | ------- | --------- | ------------ | ---- |
| 1960年 | 546人   | 8,500世帯 | 258姓中151位 |      |
| 1985年 |         | 206世帯   | 274姓中162位 |      |
| 2000年 | 1,025人 |           |              |      |
| 2015年 | 1,146人 |           |              |      |